# تاکسیدو (نیویورک)
تاکسیدو، نیویورک (به انگلیسی: Tuxedo, New York) یک منطقهٔ مسکونی در ایالات متحده آمریکا است که در ایالت نیویورک واقع شده‌است.

## خصوصیات
تاکسیدو ۱۲۷٫۸ کیلومترمربع مساحت و ۳٬۶۲۴ نفر جمعیت دارد و ۱۴۶ متر بالاتر از سطح دریا واقع شده‌است.